# Haines City
Haines City – miasto w Stanach Zjednoczonych, w stanie Floryda, w hrabstwie Polk.